# Campeonato Argentino Súper 9 2016
El torneo Súper 9 de 2016 fue la sexta edición del campeonato organizado por la Unión Argentina de Rugby para las uniones regionales en la última división (Zona Desarrollo) del v y el Campeonato Argentino Juvenil. El torneo se llevó a cabo el 11 y 13 de noviembre, en las instalaciones de Clubes Asociados Progreso Rowing e Independiente (CAPRI) en Posadas, Provincia de Misiones.
La Unión de Rugby de Misiones fue elegida por primera vez como anfitriones del torneo, contando con el apoyo del Gobierno Provincial y los ministerios tanto de Deportes como de Turismo. Siguiendo los pasos de la inclusión de Uruguay XV en la Zona Ascenso B del Campeonato Argentino de Mayores 2015, la Unión Argentina de Rugby decidió incluir en el torneo de mayores  a la selección de rugby de Paraguay, que hasta entonces solamente habían competido ocasionalmente en el Campeonato Argentino Juvenil.
La Unión de Rugby Austral se quedó con el torneo tanto en la categoría de Mayores como Juveniles, ganando ambas Copas de Oro de forma invicta y recibiendo sólo 10 y 9 puntos en contra, respectivamente. Estos fueron los primeros títulos para los Pingüinos en ambas categorías.

## Equipos participantes
Disputaron este torneo nueve equipos tanto en Mayores como en Juveniles, correspondientes a las Zonas Desarrollo del Campeonato Argentino de Mayores 2016 y el Campeonato Argentino Juvenil 2016, respectivamente. 
| Equipo           | Unión                              |
| ---------------- | ---------------------------------- |
| Andina           | Unión Andina de Rugby              |
| Austral          | Unión de Rugby Austral             |
| Formosa          | Unión de Rugby de Formosa          |
| Jujuy            | Unión Jujeña de Rugby              |
| Misiones         | Unión de Rugby de Misiones         |
| Paraguay         | Unión de Rugby del Paraguay        |
| San Luis         | Unión de Rugby San Luis            |
| Santa Cruz       | Unión Santacruceña de Rugby        |
| Tierra del Fuego | Unión de Rugby de Tierra del Fuego |

| Equipo           | Unión                               |
| ---------------- | ----------------------------------- |
| Andina           | Unión Andina de Rugby               |
| Austral          | Unión de Rugby Austral              |
| Formosa          | Unión de Rugby de Formosa           |
| Jujuy            | Unión Jujeña de Rugby               |
| Lagos del Sur    | Unión de Rugby de los Lagos del Sur |
| Misiones         | Unión de Rugby de Misiones          |
| San Luis         | Unión de Rugby San Luis             |
| Santa Cruz       | Unión Santacruceña de Rugby         |
| Tierra del Fuego | Unión de Rugby de Tierra del Fuego  |

En cursiva los seleccionados internacionales invitados.

## Formato
El torneo se jugó bajo el mismo formato tanto en Mayores como en Juveniles.
Primera fase
Durante la primera fase, los nueve equipos fueron divididos en tres zonas de tres equipos cada una. Cada zona se resolvió a través del sistema de todos contra todos a una sola ronda. Los 1.º de cada zona clasificaron a las Copa de Oro, los 2.º a la Copa de Plata y los 3.º a la Copa de Bronce.
Fase final
La fase final estuvo divida en tres zonas: Copa de Oro, Plata y Bronce. Cada zona se resolvió bajo el mismo formato de la primera fase.  El ganador de cada zona se adjudicó su respectiva copa, con el campeón de la Copa de Oro siendo el campeón del torneo. El campeón en Mayores asciende a la Zona Ascenso B del Campeonato Argentino de Mayores 2017 y el campeón en juveniles asciende a la Zona Ascenso del Campeonato Argentino Juvenil 2017.

## Mayores

### Primera fase
Zona 1
| Pos. | Equipos  | Partidos | Partidos | Partidos | Tantos | Tantos | Tantos | Pts. |
| Pos. | Equipos  | G        | E        | P        | PF     | PC     | DP     | Pts. |
| ---- | -------- | -------- | -------- | -------- | ------ | ------ | ------ | ---- |
| 1.°  | Misiones | 2        | 0        | 0        | 77     | 10     | +67    |      |
| 2.°  | Andina   | 1        | 0        | 1        | 53     | 23     | +30    |      |
| 3.°  | Jujuy    | 0        | 0        | 2        | 7      | 104    | -97    |      |

|  | Clasifica a Copa de Oro    |
|  | Clasifica a Copa de Plata  |
|  | Clasifica a Copa de Bronce |

| 11 de noviembre | Misiones | 61 - 0                  | Jujuy | CAPRI, Posadas |  |
|                 |          | Reporte p.37-39 Reporte |       |                |  |

| 11 de noviembre | Andina | 43 - 7                  | Jujuy | CAPRI, Posadas |  |
|                 |        | Reporte p.37-39 Reporte |       |                |  |

| 11 de noviembre | Misiones | 16 - 10                 | Andina | CAPRI, Posadas |  |
|                 |          | Reporte p.37-39 Reporte |        |                |  |

Zona 2
| Pos. | Equipos    | Partidos | Partidos | Partidos | Tantos | Tantos | Tantos | Pts. |
| Pos. | Equipos    | G        | E        | P        | PF     | PC     | DP     | Pts. |
| ---- | ---------- | -------- | -------- | -------- | ------ | ------ | ------ | ---- |
| 1.°  | Austral    | 2        | 0        | 0        | 91     | 0      | +91    |      |
| 2.°  | San Luis   | 1        | 0        | 1        | 36     | 46     | -10    |      |
| 3.°  | Santa Cruz | 0        | 0        | 2        | 0      | 81     | -81    |      |

|  | Clasifica a Copa de Oro    |
|  | Clasifica a Copa de Plata  |
|  | Clasifica a Copa de Bronce |

| 11 de noviembre | Austral | 45 - 0                  | Santa Cruz | CAPRI, Posadas |  |
|                 |         | Reporte p.37-39 Reporte |            |                |  |

| 11 de noviembre | San Luis | 36 - 0                  | Santa Cruz | CAPRI, Posadas |  |
|                 |          | Reporte p.37-39 Reporte |            |                |  |

| 11 de noviembre | Austral | 46 - 0                  | San Luis | CAPRI, Posadas |  |
|                 |         | Reporte p.37-39 Reporte |          |                |  |

Zona 3
| Pos. | Equipos          | Partidos | Partidos | Partidos | Tantos | Tantos | Tantos | Pts. |
| Pos. | Equipos          | G        | E        | P        | PF     | PC     | DP     | Pts. |
| ---- | ---------------- | -------- | -------- | -------- | ------ | ------ | ------ | ---- |
| 1.°  | Tierra del Fuego | 2        | 0        | 0        | 28     | 16     | +12    |      |
| 2.°  | Formosa          | 1        | 0        | 1        | 15     | 12     | +3     |      |
| 3.°  | Paraguay         | 0        | 0        | 2        | 13     | 28     | -15    |      |

|  | Clasifica a Copa de Oro    |
|  | Clasifica a Copa de Plata  |
|  | Clasifica a Copa de Bronce |

| 11 de noviembre | Tierra del Fuego | 19 - 10                 | Paraguay | CAPRI, Posadas |  |
|                 |                  | Reporte p.37-39 Reporte |          |                |  |

| 11 de noviembre | Tierra del Fuego | 9 - 6                   | Formosa | CAPRI, Posadas |  |
|                 |                  | Reporte p.37-39 Reporte |         |                |  |

| 11 de noviembre | Formosa | 9 - 3                   | Paraguay | CAPRI, Posadas |  |
|                 |         | Reporte p.37-39 Reporte |          |                |  |

### Fase final
Copa de Oro
| Pos. | Equipos          | Partidos | Partidos | Partidos | Tantos | Tantos | Tantos | Pts. |
| Pos. | Equipos          | G        | E        | P        | PF     | PC     | DP     | Pts. |
| ---- | ---------------- | -------- | -------- | -------- | ------ | ------ | ------ | ---- |
| 1.°  | Austral          | 2        | 0        | 0        | 40     | 9      | +31    |      |
| 2.°  | Misiones         | 1        | 0        | 1        | 30     | 15     | +15    |      |
| 3.°  | Tierra del Fuego | 0        | 0        | 2        | 3      | 49     | -46    |      |

|  | Campeón Copa de Oro |

| 13 de noviembre | Misiones | 24 - 0                  | Tierra del Fuego | CAPRI, Posadas |  |
|                 |          | Reporte p.37-39 Reporte |                  |                |  |

| 13 de noviembre | Austral | 25 - 3                  | Tierra del Fuego | CAPRI, Posadas |  |
|                 |         | Reporte p.37-39 Reporte |                  |                |  |

| 13 de noviembre | Misiones | 6 - 15                  | Austral | CAPRI, Posadas |  |
|                 |          | Reporte p.37-39 Reporte |         |                |  |

Copa de Plata
| Pos. | Equipos  | Partidos | Partidos | Partidos | Tantos | Tantos | Tantos | Pts. |
| Pos. | Equipos  | G        | E        | P        | PF     | PC     | DP     | Pts. |
| ---- | -------- | -------- | -------- | -------- | ------ | ------ | ------ | ---- |
| 1.°  | Formosa  | 2        | 0        | 0        | 45     | 5      | +40    |      |
| 2.°  | Andina   | 1        | 0        | 1        | 52     | 45     | +7     |      |
| 3.°  | San Luis | 0        | 0        | 2        | 0      | 47     | -47    |      |

|  | Campeón Copa de Plata |

| 13 de noviembre | Andina | 5 - 13                  | Formosa | CAPRI, Posadas |  |
|                 |        | Reporte p.37-39 Reporte |         |                |  |

| 13 de noviembre | Formosa | 32 - 0                  | San Luis | CAPRI, Posadas |  |
|                 |         | Reporte p.37-39 Reporte |          |                |  |

| 13 de noviembre | San Luis | 0 - 47                  | Andina | CAPRI, Posadas |  |
|                 |          | Reporte p.37-39 Reporte |        |                |  |

Copa de Bronce
| Pos. | Equipos    | Partidos | Partidos | Partidos | Tantos | Tantos | Tantos | Pts. |
| Pos. | Equipos    | G        | E        | P        | PF     | PC     | DP     | Pts. |
| ---- | ---------- | -------- | -------- | -------- | ------ | ------ | ------ | ---- |
| 1.°  | Paraguay   | 2        | 0        | 0        | 132    | 0      | +132   |      |
| 2.°  | Jujuy      | 1        | 0        | 1        | 47     | 29     | +18    |      |
| 3.°  | Santa Cruz | 0        | 0        | 2        | 0      | 150    | -150   |      |

|  | Campeón Copa de Bronce |

| 13 de noviembre | Jujuy | 0 - 29                  | Paraguay | CAPRI, Posadas |  |
|                 |       | Reporte p.37-39 Reporte |          |                |  |

| 13 de noviembre | Santa Cruz | 0 - 103                 | Paraguay | CAPRI, Posadas |  |
|                 |            | Reporte p.37-39 Reporte |          |                |  |

| 13 de noviembre | Jujuy | 47 - 0                  | Santa Cruz | CAPRI, Posadas |  |
|                 |       | Reporte p.37-39 Reporte |            |                |  |

### Tabla de posiciones
| 1.° | Austral          | 4 | 0 | 0 | 131 | 9   | +122 |  |
| 2.° | Misiones         | 3 | 0 | 1 | 107 | 25  | +82  |  |
| 3.° | Tierra del Fuego | 2 | 0 | 2 | 31  | 65  | -34  |  |
| 4.° | Formosa          | 3 | 0 | 1 | 60  | 17  | +43  |  |
| 5.° | Andina           | 2 | 0 | 2 | 105 | 68  | +37  |  |
| 6.° | San Luis         | 1 | 0 | 3 | 36  | 93  | -57  |  |
| 7.° | Paraguay         | 2 | 0 | 2 | 145 | 28  | +117 |  |
| 8.° | Jujuy            | 1 | 0 | 3 | 54  | 133 | -79  |  |
| 9.° | Santa Cruz       | 0 | 0 | 4 | 0   | 231 | -231 |  |

|  | Campeón Copa de Oro y asciende a Zona Ascenso B 2017 |
|  | Campeón Copa de Plata.                               |
|  | Campeón Copa de Bronce.                              |

|                         |
| Austral Campeón Súper 9 |
| Primer título           |

## Juveniles

### Primera fase
Zona 1
| Pos. | Equipos          | Partidos | Partidos | Partidos | Tantos | Tantos | Tantos | Pts. |
| Pos. | Equipos          | G        | E        | P        | PF     | PC     | DP     | Pts. |
| ---- | ---------------- | -------- | -------- | -------- | ------ | ------ | ------ | ---- |
| 1.°  | Misiones         | 1        | 0        | 1        | 44     | 21     | +23    |      |
| 2.°  | Tierra del Fuego | 1        | 0        | 1        | 25     | 37     | -12    |      |
| 3.°  | Lagos del Sur    | 1        | 0        | 1        | 26     | 37     | -11    |      |

|  | Clasifica a Copa de Oro    |
|  | Clasifica a Copa de Plata  |
|  | Clasifica a Copa de Bronce |

| 11 de noviembre | Misiones | 12 - 21                 | Lagos del Sur | CAPRI, Posadas |  |
|                 |          | Reporte p.37-39 Reporte |               |                |  |

| 11 de noviembre | Tierra del Fuego | 25 - 5                  | Lagos del Sur | CAPRI, Posadas |  |
|                 |                  | Reporte p.37-39 Reporte |               |                |  |

| 11 de noviembre | Misiones | 32 - 0                  | Tierra del Fuego | CAPRI, Posadas |  |
|                 |          | Reporte p.37-39 Reporte |                  |                |  |

Zona 2
| Pos. | Equipos | Partidos | Partidos | Partidos | Tantos | Tantos | Tantos | Pts. |
| Pos. | Equipos | G        | E        | P        | PF     | PC     | DP     | Pts. |
| ---- | ------- | -------- | -------- | -------- | ------ | ------ | ------ | ---- |
| 1.°  | Andina  | 2        | 0        | 0        | 31     | 22     | +9     |      |
| 2.°  | Formosa | 1        | 0        | 1        | 40     | 44     | -4     |      |
| 3.°  | Jujuy   | 0        | 0        | 2        | 34     | 39     | -5     |      |

|  | Clasifica a Copa de Oro    |
|  | Clasifica a Copa de Plata  |
|  | Clasifica a Copa de Bronce |

| 11 de noviembre | Jujuy | 9 - 12                  | Andina | CAPRI, Posadas |  |
|                 |       | Reporte p.37-39 Reporte |        |                |  |

| 11 de noviembre | Formosa | 13 - 19                 | Andina | CAPRI, Posadas |  |
|                 |         | Reporte p.37-39 Reporte |        |                |  |

| 11 de noviembre | Formosa | 27 - 25                 | Jujuy | CAPRI, Posadas |  |
|                 |         | Reporte p.37-39 Reporte |       |                |  |

Zona 3
| Pos. | Equipos    | Partidos | Partidos | Partidos | Tantos | Tantos | Tantos | Pts. |
| Pos. | Equipos    | G        | E        | P        | PF     | PC     | DP     | Pts. |
| ---- | ---------- | -------- | -------- | -------- | ------ | ------ | ------ | ---- |
| 1.°  | Austral    | 2        | 0        | 0        | 107    | 0      | +107   |      |
| 2.°  | San Luis   | 1        | 0        | 1        | 22     | 39     | -17    |      |
| 3.°  | Santa Cruz | 0        | 0        | 2        | 0      | 90     | -90    |      |

|  | Clasifica a Copa de Oro    |
|  | Clasifica a Copa de Plata  |
|  | Clasifica a Copa de Bronce |

| 11 de noviembre | San Luis | 22 - 0                  | Santa Cruz | CAPRI, Posadas |  |
|                 |          | Reporte p.37-39 Reporte |            |                |  |

| 11 de noviembre | Austral | 68 - 0                  | Santa Cruz | CAPRI, Posadas |  |
|                 |         | Reporte p.37-39 Reporte |            |                |  |

| 11 de noviembre | Austral | 39 - 0                  | San Luis | CAPRI, Posadas |  |
|                 |         | Reporte p.37-39 Reporte |          |                |  |

### Fase final
Copa de Oro
| Pos. | Equipos  | Partidos | Partidos | Partidos | Tantos | Tantos | Tantos | Pts. |
| Pos. | Equipos  | G        | E        | P        | PF     | PC     | DP     | Pts. |
| ---- | -------- | -------- | -------- | -------- | ------ | ------ | ------ | ---- |
| 1.°  | Austral  | 2        | 0        | 0        | 38     | 10     | +28    |      |
| 2.°  | Andina   | 0        | 1        | 1        | 23     | 32     | -9     |      |
| 3.°  | Misiones | 0        | 1        | 1        | 13     | 32     | -19    |      |

|  | Campeón Copa de Oro |

| 13 de noviembre | Misiones | 0 - 19                  | Austral | CAPRI, Posadas |  |
|                 |          | Reporte p.37-39 Reporte |         |                |  |

| 13 de noviembre | Andina | 10 - 19                 | Austral | CAPRI, Posadas |  |
|                 |        | Reporte p.37-39 Reporte |         |                |  |

| 13 de noviembre | Misiones | 13 - 13                 | Andina | CAPRI, Posadas |  |
|                 |          | Reporte p.37-39 Reporte |        |                |  |

Copa de Plata
| Pos. | Equipos          | Partidos | Partidos | Partidos | Tantos | Tantos | Tantos | Pts. |
| Pos. | Equipos          | G        | E        | P        | PF     | PC     | DP     | Pts. |
| ---- | ---------------- | -------- | -------- | -------- | ------ | ------ | ------ | ---- |
| 1.°  | Formosa          | 2        | 0        | 0        | 31     | 13     | +18    |      |
| 2.°  | Tierra del Fuego | 1        | 0        | 1        | 18     | 19     | -1     |      |
| 3.°  | San Luis         | 0        | 0        | 2        | 8      | 25     | -17    |      |

|  | Campeón Copa de Plata |

| 13 de noviembre | Tierra del Fuego | 8 - 5                   | San Luis | CAPRI, Posadas |  |
|                 |                  | Reporte p.37-39 Reporte |          |                |  |

| 13 de noviembre | Formosa | 17 - 3                  | San Luis | CAPRI, Posadas |  |
|                 |         | Reporte p.37-39 Reporte |          |                |  |

| 13 de noviembre | Tierra del Fuego | 10 - 14                 | Formosa | CAPRI, Posadas |  |
|                 |                  | Reporte p.37-39 Reporte |         |                |  |

Copa de Bronce
| Pos. | Equipos       | Partidos | Partidos | Partidos | Tantos | Tantos | Tantos | Pts. |
| Pos. | Equipos       | G        | E        | P        | PF     | PC     | DP     | Pts. |
| ---- | ------------- | -------- | -------- | -------- | ------ | ------ | ------ | ---- |
| 1.°  | Lagos del Sur | 2        | 0        | 0        | 65     | 3      | +62    |      |
| 2.°  | Jujuy         | 1        | 0        | 1        | 39     | 34     | +5     |      |
| 3.°  | Santa Cruz    | 0        | 0        | 2        | 5      | 72     | -67    |      |

|  | Campeón Copa de Bronce |

| 13 de noviembre | Lagos del Sur | 36 - 0                  | Santa Cruz | CAPRI, Posadas |  |
|                 |               | Reporte p.37-39 Reporte |            |                |  |

| 13 de noviembre | Jujuy | 36 - 5                  | Santa Cruz | CAPRI, Posadas |  |
|                 |       | Reporte p.37-39 Reporte |            |                |  |

| 13 de noviembre | Lagos del Sur | 29 - 3                  | Jujuy | CAPRI, Posadas |  |
|                 |               | Reporte p.37-39 Reporte |       |                |  |

### Tabla de posiciones
| 1.° | Austral          | 4 | 0 | 0 | 145 | 10  | +135 |  |
| 2.° | Andina           | 2 | 1 | 1 | 54  | 54  | +0   |  |
| 3.° | Misiones         | 1 | 1 | 2 | 57  | 53  | +4   |  |
| 4.° | Formosa          | 3 | 0 | 1 | 71  | 57  | +14  |  |
| 5.° | Tierra del Fuego | 2 | 0 | 2 | 43  | 56  | -13  |  |
| 6.° | San Luis         | 1 | 0 | 3 | 30  | 64  | -34  |  |
| 7.° | Lagos del Sur    | 3 | 0 | 1 | 91  | 40  | +51  |  |
| 8.° | Jujuy            | 1 | 0 | 3 | 73  | 73  | +0   |  |
| 9.° | Santa Cruz       | 0 | 0 | 4 | 5   | 162 | -157 |  |

|  | Campeón Copa de Oro y asciende a Zona Ascenso 2017. |
|  | Campeón Copa de Plata.                              |
|  | Campeón Copa de Bronce.                             |

|                                 |
| Austral Campeón Súper 9 Juvenil |
| Primer título                   |